# 澤西縣 (伊利諾伊州)
澤西縣（英語：Jersey County）位美国伊利諾伊州西部的一個縣，西隔密西西比河與密蘇里州相望，面積976平方公里。根据2020年美國人口普查，共有人口21,512人。縣治澤西維爾（Jerseyville）。該縣成立於1839年2月28日，縣名來自縣治（以新泽西州命名）。